# Cerro Tomasamil
Cerro Tomasamil är ett berg i Bolivia.   Det ligger i departementet Potosí, i den sydvästra delen av landet, 400 km sydväst om huvudstaden Sucre. Toppen på Cerro Tomasamil är 5 890 meter över havet.
Terrängen runt Cerro Tomasamil är huvudsakligen kuperad, men åt nordost är den bergig. Cerro Tomasamil är den högsta punkten i trakten. Trakten runt Cerro Tomasamil är nära nog obefolkad, med mindre än två invånare per kvadratkilometer.. 
Omgivningarna runt Cerro Tomasamil är i huvudsak ett öppet busklandskap.